# Wenecja Ośrodek Wypoczynkowy
Wenecja Ośrodek Wypoczynkowy – wąskotorowy przystanek osobowy w Wenecji, w województwie kujawsko-pomorskim.